# Колти

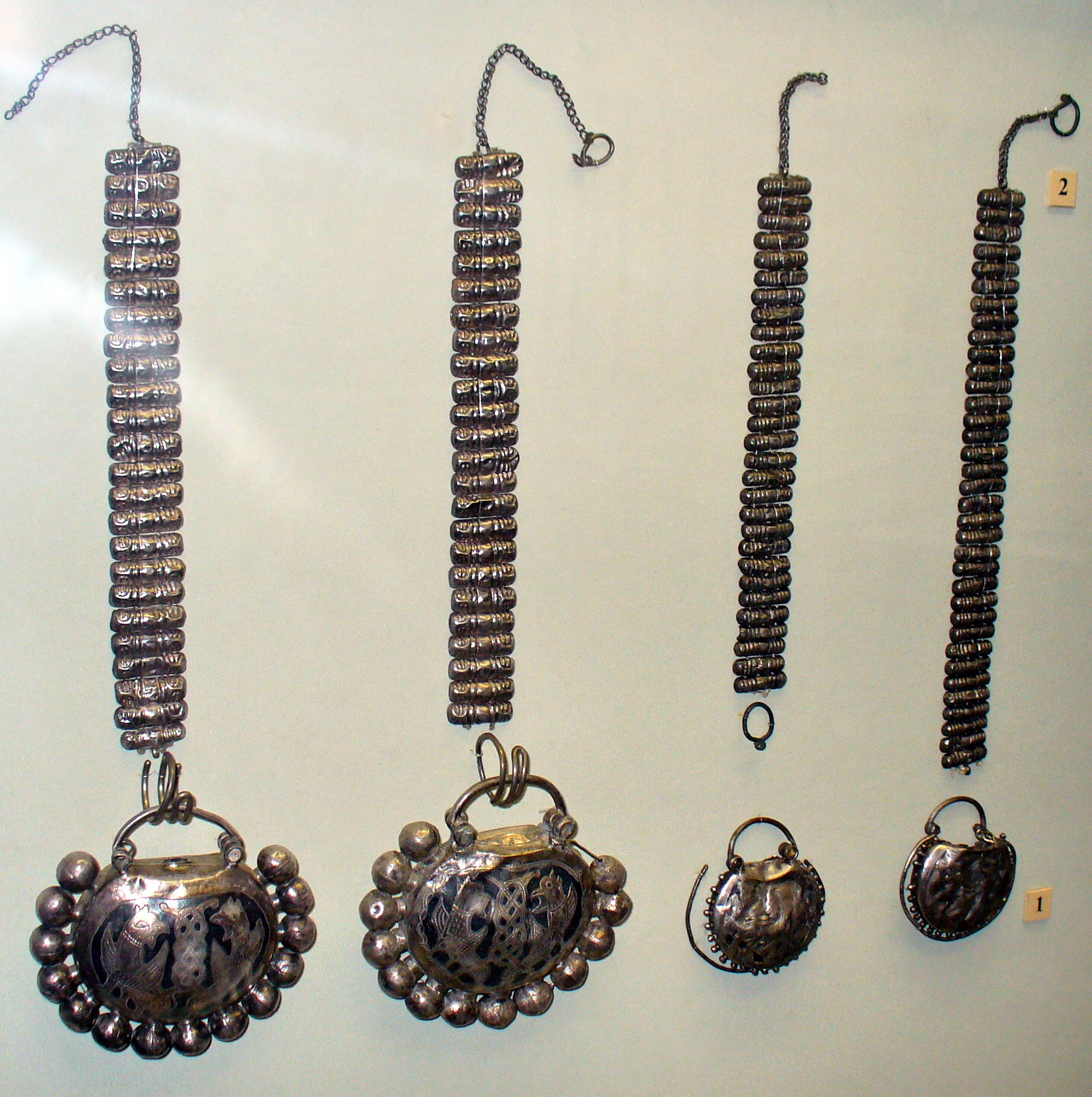
Колти з урочища Святе Озеро, с. Низівка Чернігівської області

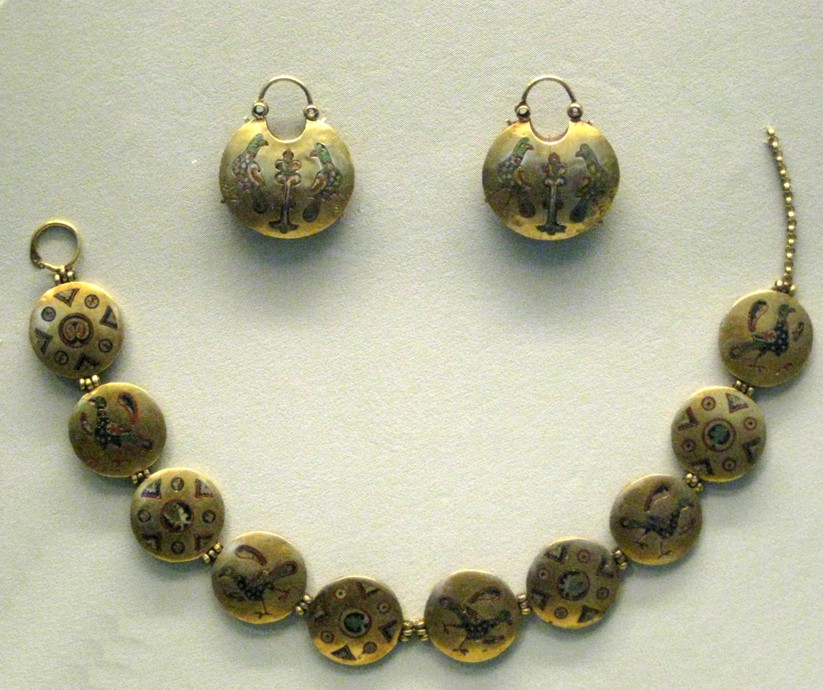
Скарб десятинної церкви Києва, XII століття. Зображено два сизі голуби.

Ко́лти, однина ко́лт (від прасл. *kъl̥tati — «ворушити», «хитати», «штовхати») — характерні для слов'ян скроневі прикраси, що підвішувалися до головного убору на стрічці, чи металевих ланках — ряснах. Від слова колти походить і діалектна назва сережок — «ковтки».

## Поширення
Особливо поширені колти були у XI — XIII століттях серед заможного міського населення стародавньої Русі. Мистецтво виготовлення колтів із використанням перегородчатої емалі, черні та грануляції, досягло досконалості у Києві та Галичі. Корпус колта виготовлявся технікою лиття. Зображення на поверхні колтів відтворювали язичницькі мотиви або птахів, згодом, лики християнських святих. Зокрема, язичницькі мотиви виражені на колтах, знайдених при розкопках міст Болохівської землі.
У археології вирізняють колти київського типу, зірчаті колти, сочевице-подібні колти, трибусинні колти (ковтки, колтки).
Ковток, колток (штучна назва на основі етнографічних досліджень XIX століття, давня назва невідома) — трибусинний колт, що складався із металевої трубки, на яку було нанизано три великі металеві філігранних кульки. Поширення — Київське князівство.